# Ilme
El río Ilme es un río situado en el Distrito de Northeim, en el sur de Baja Sajonia, Alemania. 

## Recorrido
El río Ilme nace en la sierra del Solling. Posteriormente, continúa por las proximidades de la ciudad de Dassel. Finalmente, el Ilme atraviesa en dirección este el término municipal de Einbeck. Tiene 32,6 kilómetros de longitud.

## Afluentes
Los afluentes principales del Deva son:
- Por la izquierda:
  - Bewer
- Por la derecha:
  - Dieße